# バウムクーヘン積分

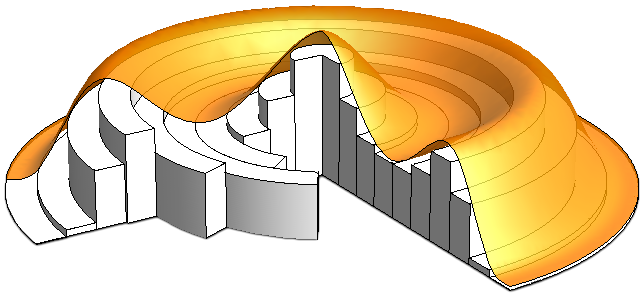
体積が穴の開いた円柱の集合で近似されている。円柱の壁が薄くなるにつれ近似はより改善される。この近似の極限がバウムクーヘン積分となる。

バウムクーヘン積分（-せきぶん）あるいは円殻積分・円殻法（えんかくせきぶん・-ほう、英語: shell integration, shell method）とは、回転体の体積を回転軸と「垂直」方向に計算する方法。対して円板積分は回転軸と「平行」に積分する。

## 定義
公式は次の通りである。xy-平面上での断面を y-軸上で回転させることで得られる三次元での体積について考える。断面が区間 [a, b] 上の正函数 f (x) で定義されているとする。このとき、体積の公式は
{\displaystyle 2\pi \int _{a}^{b}xf(x)\,dx}
となる。
もし函数が y 座標にあり、回転軸が x-軸とすると公式は次のようになる。
{\displaystyle 2\pi \int _{a}^{b}yf(y)\,dy}
もし函数が線 x = h にそって回転させるとすると、公式は
{\displaystyle {\begin{cases}\displaystyle 2\pi \int _{a}^{b}(x-h)f(x)\,dx,&{\text{if}}\ h\leq a<b\\\displaystyle 2\pi \int _{a}^{b}(h-x)f(x)\,dx,&{\text{if}}\ a<b\leq h\end{cases}}}
となり、回転軸が y = k の時には
{\displaystyle {\begin{cases}\displaystyle 2\pi \int _{a}^{b}(y-k)f(y)\,dy,&{\text{if}}\ k\leq a<b\\\displaystyle 2\pi \int _{a}^{b}(k-y)f(y)\,dy,&{\text{if}}\ a<b\leq k\end{cases}}}
となる。
公式は極座標系で二重積分を計算することで得られる。

## 例
式
y = (x − 1)2 (x − 2)2
で定義された、区間 [1, 2] での断面（下に示す）の体積について考える。
円板積分の場合、与えられた y に対して x を求める必要があり、また中央部に空洞があることからその内外に対応した2つの函数を得なければならない。これらの2函数を円板法で積分した後、それらを引くことで求める体積を得る。
バウムクーヘン積分では次の公式に従えばよい。
{\displaystyle 2\pi \int _{1}^{2}x((x-1)^{2}(x-2)^{2})\,dx}
多項式を展開することで、積分は極めて単純になる。最終的に体積 π/10 を得る。